# Торі (партія)
Торі (від ірл. tóraidhe — розбійники) — політична партія в Англії та у Великій Британії, що представляла інтереси крупної аристократії та вищого духовенства. У середині XIX століття перетворилася на Консервативну партію Великої Британії.
Власне, так називали дві політичні партії. Перша з них виникла 1678 року разом із партією вігів. Вони тоді були противниками білля про відвід із лінії успадкування трону брата чинного короля, герцога Йоркського, який був католиком. Ця партія припинила існування 1760 року, у період, коли владу міцно втримували в руках віги.
Друга партія торі виникла 1783 року, коли до влади прийшов Вільям Пітт-молодший. 1834 року ця партія перетворилася на Консервативну партію Великої Британії.